# Sovrani che hanno regnato più a lungo
Questi elenchi contengono i sovrani che hanno regnato più a lungo fra coloro rimasti sul trono per un periodo di almeno 60 anni.

## Sovrani di cui è noto l'esatto periodo di dominio
Imperatori, re e principi di storicità accertata, dei quali è noto l'esatto periodo di regno e che esercitavano un effettivo dominio sui propri territori.
|    | immagine | Nome                             | Casa reale                | Stato                                          | Ascesa al trono   | Fine del regno    | Giorni | Durata               |
| -- | -------- | -------------------------------- | ------------------------- | ---------------------------------------------- | ----------------- | ----------------- | ------ | -------------------- |
| 1  |          | Luigi XIV                        | Borbone di Francia        | Regno di Francia                               | 14 maggio 1643    | 1º settembre 1715 | 26407  | 72 anni e 110 giorni |
| 2  |          | Elisabetta II                    | Windsor                   | Reami del Commonwealth                         | 6 febbraio 1952   | 8 settembre 2022  | 25782  | 70 anni e 214 giorni |
| 3  |          | Bhumibol Adulyadej (Rama IX)     | Chakri                    | Regno di Thailandia                            | 9 giugno 1946     | 13 ottobre 2016   | 25694  | 70 anni e 126 giorni |
| 4  |          | Giovanni II                      | Liechtenstein             | Principato del Liechtenstein                   | 12 novembre 1858  | 11 febbraio 1929  | 25658  | 70 anni e 91 giorni  |
| 5  |          | Pacal il Grande                  | Toktahn (Maya)            | Regno di Palenque (Messico)                    | 29 luglio 615     | 31 agosto 683     | 24870  | 68 anni e 33 giorni  |
| 6  |          | Francesco Giuseppe I             | Asburgo-Lorena            | Impero austriaco, poi austro-ungarico          | 2 dicembre 1848   | 21 novembre 1916  | 24825  | 67 anni e 355 giorni |
| 7  |          | Costantino VIII                  | Macedoni                  | Impero bizantino                               | 30 marzo 962      | 11 novembre 1028  | 24332  | 66 anni e 226 giorni |
| 8  |          | Basilio II Bulgaroctono          | Macedoni                  | Impero bizantino                               | 22 aprile 960     | 15 dicembre 1025  | 23977  | 65 anni e 237 giorni |
| 9  |          | Ferdinando III, poi Ferdinando I | Borbone delle Due Sicilie | Regno di Sicilia e poi Regno delle Due Sicilie | 6 ottobre 1759    | 4 gennaio 1825    | 23831  | 65 anni e 90 giorni  |
| 10 |          | Vittoria                         | Hannover                  | Impero britannico                              | 20 giugno 1837    | 22 gennaio 1901   | 23226  | 63 anni e 216 giorni |
| 11 |          | Giacomo I                        | Casa d'Aragona            | Regno d'Aragona (Spagna)                       | 12 settembre 1213 | 27 luglio 1276    | 22964  | 62 anni e 319 giorni |
| 12 |          | Hirohito                         | Imperiali giapponesi      | Impero del Giappone, poi Stato del Giappone    | 25 dicembre 1926  | 7 gennaio 1989    | 22659  | 62 anni e 13 giorni  |
| 13 |          | Kangxi                           | Qing                      | Impero della dinastia Qing (Cina)              | 7 febbraio 1661   | 20 dicembre 1722  | 22595  | 61 anni e 316 giorni |
| 14 |          | Qianlong                         | Qing                      | Impero della dinastia Qing (Cina)              | 18 ottobre 1735   | 8 febbraio 1796   | 22028  | 60 anni e 113 giorni |
| 15 |          | Federico Günther                 | Schwarzburg               | Principato di Schwarzburg-Rudolstadt           | 28 aprile 1807    | 28 giugno 1867    | 21976  | 60 anni e 61 giorni  |

## Altri signori feudali di cui è noto l'esatto periodo di dominio
Lista dei vassalli di storicità accertata, di cui è noto l'esatto periodo di dominio e che, pur regnanti de facto, erano formalmente soggetti a re o imperatori. In aggiunta, sono inclusi i sovrani costituzionali le cui funzioni erano puramente formali.
|    | immagine | Nome                                       | Casata                   | Stato                                                                                             | Ascesa al potere  | Fine del dominio  | Durata del regno     |
| -- | -------- | ------------------------------------------ | ------------------------ | ------------------------------------------------------------------------------------------------- | ----------------- | ----------------- | -------------------- |
| 1  |          | Sobhuza II                                 | Dlamini                  | Regno dello Swaziland (protettorato britannico)                                                   | 10 dicembre 1899  | 21 agosto 1982    | 82 anni e 254 giorni |
| 2  |          | Bernardo VII                               | Lippe                    | Signoria di Lippe (SRI)                                                                           | 11 agosto 1429    | 2 aprile 1511     | 81 anni e 234 giorni |
| 3  |          | Guglielmo IV                               | Henneberg                | Contea principesca (Gefürstete Grafschaft) di Henneberg-Schleusingen (SRI)                        | 26 maggio 1480    | 24 gennaio 1559   | 78 anni e 243 giorni |
| 4  |          | Thakore Sahib Karansinhji Vajirajji        |                          | Stato principesco di Lakhtar (British Raj)                                                        | 15 giugno 1846    | 8 agosto 1924     | 78 anni e 54 giorni  |
| 5  |          | Enrico XI                                  | Reuss                    | Contea di Reuss-Obergreiz, poi principato di Reuss-Greiz (SRI)                                    | 17 marzo 1723     | 28 giugno 1800    | 77 anni e 103 giorni |
| 6  |          | Idris ibni Muhammad al-Qadri               |                          | Gran principato di Tampin (Negeri Sembilan, Malaysia) (protettorato britannico)                   | 1º maggio 1929    | 26 dicembre 2005  | 76 anni e 209 giorni |
| 7  |          | Cristiano Augusto                          | Wittelsbach              | Contea del Palatinato-Sulzbach (SRI)                                                              | 14 agosto 1632    | 23 aprile 1708    | 75 anni e 253 giorni |
| 8  |          | Mudhoji IV Rao Naik Nimbalkar              |                          | Stato principesco di Phaltan (British Raj)                                                        | 7 dicembre 1841   | 17 ottobre 1916   | 74 anni e 315 giorni |
| 9  |          | Bhagvatsingh Sahib                         |                          | Stato principesco di Gondal (British Raj)                                                         | 14 dicembre 1869  | 10 marzo 1944     | 74 anni e 87 giorni  |
| 10 |          | Giorgio Guglielmo                          | Lippe                    | Contea, poi principato, di Schaumburg-Lippe (SRI)                                                 | 13 febbraio 1787  | 21 novembre 1860  | 73 anni e 282 giorni |
| 11 |          | Carlo Federico                             | Zähringen                | Margraviato di Baden (SRI)                                                                        | 12 maggio 1738    | 10 giugno 1811    | 73 anni e 29 giorni  |
| 12 |          | Giovanni Luigi                             | Nassau                   | Contea di Nassau-Saarbrücken (SRI)                                                                | 19 ottobre 1472   | 4 giugno 1545     | 72 anni e 228 giorni |
| 13 |          | Enrico Federico                            | Hohenlohe                | Contea di Hohenlohe-Langenburg (SRI)                                                              | 29 gennaio 1628   | 5 agosto 1699     | 71 anni e 188 giorni |
| 14 |          | Jagatjit Singh                             | Ahluwalia                | Stato principesco di Kapurthala (British Raj)                                                     | 3 settembre 1877  | 20 agosto 1948    | 70 anni e 352 giorni |
| 15 |          | Parashuramrao Shrinivas                    |                          | Stato principesco di Aundh (British Raj)                                                          | 30 agosto 1777    | 11 giugno 1848    | 70 anni e 286 giorni |
| 16 |          | Francesco Carlo                            |                          | Contea di Fürstenberg-Donaueschingen (SRI)                                                        | 15 novembre 1627  | 19 luglio 1698    | 70 anni e 246 giorni |
| 17 |          | Carlo Augusto                              | Sassonia-Weimar-Eisenach | Granducato di Sassonia-Weimar-Eisenach (SRI)                                                      | 28 maggio 1758    | 14 giugno 1828    | 70 anni e 17 giorni  |
| 18 |          | Alberico I Cybo-Malaspina                  | Cybo-Malaspina           | Ducato di Massa e Carrara                                                                         | 6 giugno 1553     | 18 gennaio 1623   | 69 anni e 226 giorni |
| 19 |          | Werner                                     |                          | Contea di Salm-Reifferscheid-Dyck (SRI)                                                           | 31 ottobre 1559   | 16 febbraio 1629  | 69 anni e 108 giorni |
| 20 |          | Enrico Giuseppe                            |                          | Principato di Auersperg (SRI)                                                                     | 6 novembre 1713   | 9 febbraio 1783   | 69 anni e 95 giorni  |
| 21 |          | Federico III d'Asburgo                     | Asburgo                  | Arciducato d'Austria (SRI)                                                                        | 10 giugno 1424    | 19 agosto 1493    | 69 anni e 70 giorni  |
| 22 |          | Giorgio Guglielmo                          | Wittelsbach              | Palatinato-Zweibrücken-Birkenfeld (SRI)                                                           | 16 dicembre 1600  | 25 dicembre 1600  | 69 anni e 9 giorni   |
| 23 |          | Federico V                                 | Assia                    | Langraviato d'Assia-Homburg (SRI)                                                                 | 7 febbraio 1751   | 20 gennaio 1820   | 68 anni e 347 giorni |
| 24 |          | Vikramatji Khimojiraj                      |                          | Stato principesco di Porbandar (British Raj)                                                      | 20 giugno 1831    | 21 aprile 1900    | 68 anni e 305 giorni |
| 25 |          | Krishnaraja Wodeyar III                    | Wadiyar                  | Stato principesco di Mysore (British Raj)                                                         | 30 giugno 1799    | 27 marzo 1868     | 68 anni e 271 giorni |
| 26 |          | Muhammad Jiwa Zainal Adilin II             | Kedah                    | Sultanato di Kedah                                                                                | 15 febbraio 1710  | 23 settembre 1778 | 68 anni e 220 giorni |
| 27 |          | Johann Friedrich                           |                          | Contea di Castell-Rüdenhausen (SRI)                                                               | 10 gennaio 1681   | 23 giugno 1749    | 68 anni e 164 giorni |
| 28 |          | Sawant Singh                               |                          | Stato principesco di Pratapgarh (British Raj)                                                     | 26 ottobre 1775   | 5 gennaio 1844    | 68 anni e 71 giorni  |
| 29 |          | Cristiano Carlo Reinardo                   | Leiningen                | Contea di Leiningen-Dagsburg (SRI)                                                                | 3 novembre 1698   | 17 novembre 1766  | 68 anni e 14 giorni  |
| 30 |          | Ram Singh                                  |                          | Stato principesco di Bundi (British Raj)                                                          | 14 maggio 1821    | 28 marzo 1889     | 67 anni e 318 giorni |
| 31 |          | Tanumafili II                              |                          | Malietoa di Samoa                                                                                 | 7 gennaio 1940    | 11 maggio 2007    | 67 anni e 124 giorni |
| 32 |          | Enrico III                                 | Wettin                   | Margraviato di Meißen (SRI)                                                                       | 18 gennaio 1221   | 15 febbraio 1288  | 67 anni e 28 giorni  |
| 33 |          | Eleonora d'Aquitania                       | Ramnulfidi               | Ducato d'Aquitania                                                                                | 9 aprile 1137     | 1º aprile 1204    | 66 anni e 358 giorni |
| 34 |          | Amarsinhji                                 |                          | Stato principesco di Wankaner (British Raj)                                                       | 12 giugno 1881    | 15 febbraio 1948  | 66 anni e 248 giorni |
| 35 |          | Khengarji III                              | Vijayarajaji             | Stato principesco di Cutch (British Raj)                                                          | 19 dicembre 1875  | 15 gennaio 1942   | 66 anni e 27 giorni  |
| 36 |          | Sharif ul-'Alam Shah                       |                          | Sultanato di Serdang (Indonesia) (Indie orientali olandesi)                                       | 20 dicembre 1879  | 4 dicembre 1942   | 62 anni e 349 giorni |
| 37 |          | Leopoldo III                               | Ascania                  | Principato, poi ducato, di Anhalt-Dessau (SRI)                                                    | 16 dicembre 1751  | 9 agosto 1817     | 65 anni e 236 giorni |
| 38 |          | Giovanni I                                 | Dreux                    | Ducato di Bretagna                                                                                | 21 ottobre 1221   | 8 ottobre 1286    | 64 anni e 352 giorni |
| 39 |          | Federico Guglielmo                         | Hohenzollern             | Principato di Hohenzollern-Hechingen (SRI)                                                        | 13 gennaio 1671   | 14 novembre 1735  | 64 anni e 305 giorni |
| 40 |          | Ibrahim di Johor                           | Nadarajah                | Sultanato di Johor (Malaysia)                                                                     | 4 giugno 1895     | 8 maggio 1959     | 63 anni e 338 giorni |
| 41 |          | Sayaji Rao Gaekwad III                     | Gaekwad                  | Stato principesco di Baroda (British Raj)                                                         | 27 maggio 1875    | 6 febbraio 1939   | 63 anni e 255 giorni |
| 42 |          | Alberto Antonio                            | Schwarzburg              | Contea, poi principato, di Schwarzburg-Rudolstadt (SRI)                                           | 4 novembre 1646   | 24 giugno 1710    | 63 anni e 232 giorni |
| 43 |          | Antonio Günther                            | Oldenburg                | Ducato di Oldenburgo (SRI)                                                                        | 12 novembre 1603  | 19 giugno 1667    | 63 anni e 219 giorni |
| 44 |          | Federico Augusto                           | Wettin                   | Regno di Sassonia                                                                                 | 17 dicembre 1763  | 5 maggio 1827     | 63 anni e 139 giorni |
| 45 |          | Isa ibn Ali Al Khalifa                     | Al Khalifa               | Sceiccato del Bahrein                                                                             | 1º dicembre 1869  | 9 dicembre 1932   | 63 anni e 8 giorni   |
| 46 |          | Carlo III                                  | Lorena                   | Ducato di Lorena (SRI)                                                                            | 12 giugno 1545    | 14 maggio 1608    | 62 anni e 337 giorni |
| 47 |          | Giovanni Federico II                       | Hohenlohe                | Contea, poi principato, di Hohenlohe-Neuenstein-Öhringen (SRI)                                    | 17 ottobre 1702   | 24 agosto 1765    | 62 anni e 311 giorni |
| 48 |          | Bernardo II                                | Wettin                   | Ducato di Sassonia-Meiningen                                                                      | 24 dicembre 1803  | 20 settembre 1866 | 62 anni e 270 giorni |
| 49 |          | Filippo II                                 | Nassau                   | Contea di Nassau-Weilburg (SRI)                                                                   | 2 luglio 1429     | 19 marzo 1492     | 62 anni e 261 giorni |
| 50 |          | Nicola Leopoldo                            | Salm                     | Principato di Salm-Salm-Hoogstraten (SRI)                                                         | 6 giugno 1707     | 4 febbraio 1770   | 62 anni e 243 giorni |
| 51 |          | Cristiano II                               | Wittelsbach              | Palatinato-Birkenfeld-Bischweiler (1654-1671) Palatinato-Zweibrücken-Birkenfeld (1671-1717) (SRI) | 9 settembre 1654  | 26 aprile 1717    | 62 anni e 232 giorni |
| 52 |          | Leopoldo Filippo                           | Arenberg                 | Ducato di Arenberg-Aarschot (SRI)                                                                 | 19 agosto 1691    | 4 marzo 1754      | 62 anni e 197 giorni |
| 53 |          | Nawab Hafiz Muhammad Ibrahim Khan Salarzai |                          | Stato principesco di Tonk (British Raj)                                                           | 20 dicembre 1867  | 23 giugno 1930    | 62 anni e 185 giorni |
| 54 |          | Saqr bin Muhammad al-Qasimi                | al-Qasimi                | Emirato di Ras al-Khaima (Emirati Arabi Uniti)                                                    | 17 luglio 1948    | 27 ottobre 2010   | 62 anni e 102 giorni |
| 55 |          | Nahar Singh                                |                          | Stato principesco di Shahpura (British Raj)                                                       | 21 aprile 1870    | 24 giugno 1932    | 62 anni e 64 giorni  |
| 56 |          | Tuanku Abdul Hamid Halim Shah              |                          | Sultanato di Kedah (Malaysia)                                                                     | 22 settembre 1881 | 13 maggio 1943    | 61 anni e 233 giorni |
| 57 |          | Filippo IV                                 |                          | Contea di Waldeck-Wildungen (SRI)                                                                 | 28 maggio 1513    | 30 novembre 1574  | 61 anni e 186 giorni |
| 58 |          | Wakhat Singh Dalil Singh                   |                          | Stato di Lunavada (British Raj)]                                                                  | 31 ottobre 1867   | 27 aprile 1929    | 61 anni e 178 giorni |
| 59 |          | Paku Alam VIII                             |                          | Principato di Pakualaman, Yogyakarta (Indonesia)                                                  | 12 aprile 1937    | 11 settembre 1998 | 61 anni e 152 giorni |
| 60 |          | Vittorio Amedeo                            | Ascania                  | Principato di Anhalt-Bernburg (SRI)                                                               | 22 settembre 1656 | 14 febbraio 1718  | 61 anni e 145 giorni |
| 61 |          | Lakshman Singh                             |                          | Stato principesco di Banswara (British Raj)                                                       | 2 febbraio 1844   | 29 aprile 1905    | 61 anni e 86 giorni  |
| 62 |          | Ulrico V                                   | Württemberg              | Contea di Württemberg-Stuttgart (SRI)                                                             | 2 luglio 1419     | 1º settembre 1480 | 61 anni e 61 giorni  |
| 63 |          | Ranbir Singh                               |                          | Stato principesco di Jind (British Raj)                                                           | 7 marzo 1887      | 31 marzo 1948     | 61 anni e 24 giorni  |
| 64 |          | Ernesto Luigi                              | Assia                    | Langraviato d'Assia-Darmstadt (SRI)                                                               | 31 agosto 1678    | 12 settembre 1739 | 61 anni e 12 giorni  |
| 65 |          | Giovanni Federico I                        | Hohenlohe                | Contea di Hohenlohe-Neuenstein-Öhringen (SRI)                                                     | 11 ottobre 1641   | 17 ottobre 1702   | 61 anni e 6 giorni   |
| 66 |          | Wilhelm Moritz II                          |                          | Contea di Isenburg-Philippseich (SRI)                                                             | 8 marzo 1711      | 7 marzo 1772      | 60 anni e 365 giorni |
| 67 |          | Cristiano Ernesto                          |                          | Contea di Stolberg-Wernigerode (SRI)                                                              | 9 novembre 1710   | 25 ottobre 1771   | 60 anni e 350 giorni |
| 68 |          | Adolfo III                                 | Schaumburg               | Contea di Schauenburg-Holstein (SRI)                                                              | 6 luglio 1164     | 3 gennaio 1225    | 60 anni e 181 giorni |
| 69 |          | Leopoldo Luigi                             |                          | Contea del Palatinato-Veldenz (SRI)                                                               | 3 giugno 1634     | 29 settembre 1694 | 60 anni e 118 giorni |

## Regnanti per i quali non è noto l'esatto periodo di dominio
La lista include anche regnanti dalla storicità dubbia ma comunque verosimile (ad esempio sono esclusi i primi imperatori cinesi elencati nello Shiji e i re elencati nella Lista reale sumerica in quanto riportato che vissero anche migliaia di anni).
|    | immagine | Nome                                | Casa reale          | Stato                                                | Ascesa al trono | Fine del regno                  | Durata del regno |
| -- | -------- | ----------------------------------- | ------------------- | ---------------------------------------------------- | --------------- | ------------------------------- | ---------------- |
| 1  |          | Pepi II Neferkara                   | VI dinastia egizia  | Antico Egitto (Antico Regno)                         | 2278 a.C.       | tra il 2184 a.C. e il 2214 a.C. | da 64 a 94 anni  |
| 2  |          | T'aejodae                           | Goguryeo            | Regno di Goguryeo (Corea)                            | 53 circa        | 146                             | 93 anni circa    |
| 3  |          | Ermanarico                          | Amali               | Regno dei Grutungi (Oium)                            | 296 circa       | 376                             | 80 anni circa    |
| 4  |          | Sawai Basavalinga I                 |                     | Stato principesco di Sundem (India)                  | 1763            | 1843                            | 79 anni          |
| 5  |          | Jangsu                              |                     | Regno di Goguryeo (Corea)                            | 413             | 491                             | 78 anni          |
| 6  |          | Mirian III                          | Cosroidi (Mehrān)   | Regno di Iberia                                      | 284 (o 268)     | 361 (o 345)                     | 77 anni circa    |
| 7  |          | Tai Wu                              | Shang               | Impero della dinastia Shang (Cina)                   | 1486 a.C.       | 1422 a.C.                       | 75 anni          |
| 8  |          | Vakhtang I Gorgasali                |                     | Regno di Iberia                                      | 447 (o 449)     | 522 (o 502)                     | da 53 a 75 anni  |
| 9  |          | Johann Philipp                      |                     | Baronato, poi contea, di Stadion (SRI)               | 1666            | 1741                            | 75 anni          |
| 10 |          | Wilhelm I                           |                     | Contea di Sayn-Wittgenstein (SRI)                    | 1494            | 1568                            | 74 anni          |
| 11 |          | Aroldo Denteazzurro                 | Gorm                | Regno di Danimarca e poi di Norvegia                 | 860             | 933                             | 73 anni          |
| 12 |          | Fazl Ali Khan II Bahadur            |                     | Stato principesco di Banganapalle (India)            | 1686            | 1759                            | 73 anni          |
| 13 |          | Zhao Tuo (Triệu Vũ Vương)           |                     | Regno di Nanyue (Vietnam)                            | 207 a.C.        | 136 a.C.                        | 71 anni          |
| 14 |          | Simon I                             |                     | Signoria di Lippe (SRI)                              | 1273            | 1344                            | 71 anni          |
| 15 |          | Heinrich VIII                       |                     | Contea di Fürstenberg-Wolfach (SRI)                  | 1419            | 30 novembre 1490                | 71 anni          |
| 16 |          | Pandukabhaya                        |                     | Regno di Rajarata, Anurādhapura (Sri Lanka)          | 437 a.C.        | 367 a.C.                        | 70 anni          |
| 17 |          | Ponhea Yat                          |                     | Impero Khmer                                         | 1393            | 1463                            | 70 anni          |
| 18 |          | Johann Ulrich                       |                     | Signoria di Stadion (SRI)                            | 1530            | 1600                            | 70 anni          |
| 19 |          | Sapore II                           | Sasanidi            | Impero della dinastia sasanide (Persia)              | marzo 310       | 379                             | 69 anni          |
| 20 |          | Huan                                |                     | Regno di Qi (Cina)                                   | 636 a.C.        | 567 a.C.                        | 69 anni          |
| 21 |          | Tshudpud Namgyal                    |                     | Regno di Sikkim (India)                              | 1793            | 1863                            | 69 anni          |
| 22 |          | Alberto Azzo II                     | Este                | Contea di Luni, poi Marchesato d'Este                | 1029            | 20 agosto 1097                  | 68 anni          |
| 23 |          | Luigi XIII                          |                     | Contea di Oettingen-Wallerstein (SRI)                | 1449            | 1517                            | 68 anni          |
| 24 |          | Muhammad Jiwa Zainal Adilin II      |                     | Sultanato di Kedah (Malaysia)                        | 1710            | 1778                            | 68 anni          |
| 25 |          | Mahmud Shah II                      |                     | Sultanato di Perak (Malaysia)                        | 1653            | 1720                            | 67 anni          |
| 26 |          | Giovanni III                        |                     | Contea di Sponheim-Starkenburg (SRI)                 | 1331            | 1398                            | 67 anni          |
| 27 |          | Ramses II                           | XIX dinastia egizia | Antico Egitto (Nuovo Regno)                          | 1279 a.C.       | 1213 a.C.                       | 66 anni          |
| 28 |          | Farnabazo I                         | Pharnavazid         | Regno di Iberia                                      | 302 a.C.        | 237 a.C.                        | 65 anni          |
| 29 |          | Zhao                                |                     | Regno di Song (Cina)                                 | 468 a.C.        | 404 a.C.                        | 64 anni          |
| 30 |          | Amoghavarsha                        |                     | Impero della dinastia Rashtrakuta (India)            | 814             | 878                             | 64 anni          |
| 31 |          | Friedrich IV                        |                     | Contea di Castell-Rüdenhausen (SRI)                  | 1285            | 1349                            | 64 anni          |
| 32 |          | Zhuang                              |                     | Regno di Qi (Cina)                                   | 794 a.C.        | 731 a.C.                        | 63 anni          |
| 33 |          | Friedrich II                        |                     | Rheingraviato di Salm-Neuweiler (SRI)                | 1610            | 1673                            | 63 anni          |
| 34 |          | Nikolaus Leopold I                  |                     | Principato di Salm-Hoogstraat (SRI)                  | 1707            | 4 febbraio 1770                 | 63 anni          |
| 35 |          | Philipp Ernst                       |                     | Contea di Hohenlohe-Waldenburg-Schillingsfürst (SRI) | 1697            | 4 marzo 1759                    | 62 anni          |
| 36 |          | Karl                                |                     | Contea di Sayn-Wittgenstein-Sayn-Altenkirchen (SRI)  | 1741            | 1803                            | 62 anni          |
| 37 |          | Franz Wilhelm                       |                     | Principato di Salm-Reifferscheid-Krautheim (SRI)     | 1673            | 1734                            | 61 anni          |
| 38 |          | Cleomene II                         | Agiadi              | Regno di Sparta                                      | 370 a. c        | 309 a. c.                       | 61 anni          |
| 39 |          | Cynan Garwyn                        |                     | Regno di Powys                                       | 550 circa       | 610 circa                       | 60 anni circa    |
| 40 |          | Aescwine                            | Sassoni             | Regno dell'Essex                                     | 527             | 587                             | 60 anni          |
| 41 |          | Pawl                                |                     | Regno di Glywyssing                                  | 460 circa       | 540                             | 60 anni circa    |
| 42 |          | Mutasiva                            |                     | Regno di Anurādhapura (Sri Lanka)                    | 367 a.C.        | 307 a.C.                        | 60 anni          |
| 43 |          | Sophie von Bar, Amance e Saargemünd |                     | Contea di Bar (SRI)                                  | 1033            | 1093                            | 60 anni          |
| 44 |          | Friedrich I                         |                     | Contea di Salm-Blankenburg (SRI)                     | 1210            | 1270                            | 60 anni          |
| 45 |          | Heinrich III                        |                     | Contea di Henneberg-Aschach (SRI)                    | 1292            | 1352                            | 60 anni          |
| 46 |          | Heinrich II                         |                     | Contea di Salm-Blankenburg (SRI)                     | 1301            | 1361                            | 60 anni          |
| 47 |          | Otto I                              |                     | Contea Solms-Braunfels (SRI)                         | 1349            | 1409                            | 60 anni          |
| 48 |          | Ludwig                              |                     | Contea di Salm-Blankenburg (SRI)                     | 1443            | 1503                            | 60 anni          |
| 49 |          | Mayadunne                           |                     | Regno di Sitawaka (Sri Lanka)                        | 1521            | 1581                            | 60 anni          |
| 50 |          | Vanghoji II Jagpalrao Nimbalkar     |                     | Stato principesco di Phaltan (India)                 | 1570            | 1630                            | 60 anni          |